# Natalio Agustín Pescia
Natalio Agustín Pescia est un footballeur argentin né le 1er janvier 1922 à Isla Maciel, un quartier de Dock Sud en Argentine et mort le 11 novembre 1989.
Évoluant au poste de milieu de terrain, il fut l’un des principaux footballeurs argentins des années 1940-50. Il remporta trois fois le championnat avec Boca Juniors où il fit toute sa carrière et la AFA l’a élu au Salon de fama, qui est le temple de la renommée du football argentin. 

## Biographie
Il est né dans le modeste quartier de Isla Maciel situé en face du quartier de La Boca. Il débuta avec le club de Boca Juniors à l’âge de 11 ans avec une des équipes de jeunes qui évoluait en septième division. Il débuta en première division le 30 août 1942 et disputa au total 365 matchs sous le maillot de Boca, inscrivant 7 buts. 
Il joua 12 fois pour la sélection argentine faisant ses débuts en 1946 et obtenant sa dernière cape en 1954.
Il mit un terme à sa carrière en 1956 puis il se présenta aux élections pour devenir président de Boca Juniors mais il fut battu par Alberto J. Armando.

## Carrière
- Boca Juniors : 1942-1956

## Palmarès
- Championnat d'Argentine de football en 1943, 1944, 1954.